# Затолмін
Затолмін (словен. Zatolmin) — поселення в общині Толмин, Регіон Горишка, Словенія. Висота над рівнем моря: 324,9 м. Розміщене на північ від Толміна.